# Liga de Campeones de la OFC 2017
La Liga de Campeones de la OFC 2017 fue la 16.ª edición del máximo torneo de fútbol a nivel de clubes de Oceanía. Fue la primera vez que el torneo contó con 16 equipos y una fase de grupos organizada en diferentes países preseleccionados. Dos grupos tuvieron lugar en Nueva Caledonia, uno en Nueva Zelanda y el restante en la Polinesia Francesa. Además, las semifinales y la final volvieron a jugarse a ida y vuelta y no a partido único como había sido entre 2015 y 2016.
Se disputó entre el 26 de febrero y el 6 de abril. La fase preliminar, en la que por primera vez dos equipos avanzaron a la fase de grupos en vez de uno solo, se disputó en Tonga entre el 28 de enero y el 3 de febrero. El Auckland City neozelandés consiguió su noveno título al vencer por tercera vez consecutiva en la final al Team Wellington, y clasificó a la Copa Mundial de Clubes de la FIFA 2017.

## Equipos participantes
| País                               | Equipo/s                            | Vía de clasificación                                                                                 |
| ---------------------------------- | ----------------------------------- | --- |
| Fiyi 2 cupos                       | Ba Rewa                             | Campeón de la Liga Nacional de Fiyi 2016 Subcampeón de la Liga Nacional de Fiyi 2016                 |
| Islas Salomón 2 cupos              | Marist Fire Western United          | Campeón de la S-League 2016 Subcampeón de la S-League 2016                                           |
| Nueva Caledonia 2 cupos            | Magenta Hienghène Sport             | Campeón de la Superliga de Nueva Caledonia 2015 Subcampeón de la Superliga de Nueva Caledonia 2015   |
| Nueva Zelanda 2 cupos              | Team Wellington Auckland City       | Campeón de la ASB Premiership 2015-16 Primero fase regular de la ASB Premiership 2015-16             |
| Papúa Nueva Guinea 2 cupos         | Lae City Dwellers Madang            | Campeón de la Liga Nacional 2015-16 Tercero de la Liga Nacional 2015-16                              |
| Tahití 2 cupos                     | Tefana Central Sport                | Campeón de la Primera División de Tahití 2015-16 Subcampeón de la Primera División de Tahití 2015-16 |
| Vanuatu 2 cupos                    | Erakor Golden Star Malampa Revivors | Campeón de la Primera División de Vanuatu 2016 Subcampeón de la Primera División de Vanuatu 2015     |
| Islas Cook 1 cupo fase previa      | Puaikura                            | Campeón de la Primera División de las Islas Cook 2016                                                |
| Samoa 1 cupo fase previa           | Lupe ole Soaga                      | Campeón de la Liga Nacional de Samoa 2014-15                                                         |
| Samoa Americana 1 cupo fase previa | Utulei Youth                        | Campeón de la Liga de Fútbol FFAS 2015                                                               |
| Tonga 1 cupo fase previa           | Veitongo                            | Campeón de la Primera División de Tonga 2015                                                         |

## Fase preliminar
Se disputó entre el 28 de enero y el 3 de febrero en Nukualofa, Tonga. El Puaikura y el Lupe ole Soaga clasificaron a la fase de grupos.
| Pos. | Equipo             | Pts. | PJ | G | E | P | GF | GC | Dif. | Clasificación  |
| ---- | ------------------ | ---- | -- | - | - | - | -- | -- | ---- | -------------- |
| 1    | Puaikura           | 9    | 3  | 3 | 0 | 0 | 9  | 2  | +7   | Fase de grupos |
| 2    | Lupe ole Soaga (E) | 4    | 3  | 1 | 1 | 1 | 6  | 6  | 0    | Fase de grupos |
| 3    | Veitongo (H, E)    | 4    | 3  | 1 | 1 | 1 | 4  | 6  | −2   |                |
| 4    | Utulei Youth (E)   | 0    | 3  | 0 | 0 | 3 | 5  | 10 | −5   |                |

 Fuente: OFC
| 28 de enero de 2017, 12:00 | Utulei Youth                              | 3:4 (2:3) | Lupe ole Soaga                             | Loto-Tonga Soka Centre, Nukualofa                    |                                                      |
|                            | Bourne 12' (pen.) · Kerewi 40' 68' (pen.) | Reporte   | Ataga 19' · Toni 35' 52' (pen.) · Malo 41' | Asistencia: 100 espectadores Árbitro(s): Joel Hopken | Asistencia: 100 espectadores Árbitro(s): Joel Hopken |

| 28 de enero de 2017, 15:00 | Veitongo | 0:4 (0:2) | Puaikura                                                | Loto-Tonga Soka Centre, Nukualofa                       |                                                         |
|                            |          | Reporte   | Bonsu-Maro 7' (pen.) · Rhodes 25' 90' · Feao 56' (a.g.) | Asistencia: 350 espectadores Árbitro(s): Médéric Lacour | Asistencia: 350 espectadores Árbitro(s): Médéric Lacour |

| 31 de enero de 2017, 12:00 | Puaikura                       | 2:1 (2:0) | Lupe ole Soaga | Loto-Tonga Soka Centre, Nukualofa                    |                                                      |
|                            | Carpenter 29' · Bonsu-Maro 30' | Reporte   | Inia 75'       | Asistencia: 100 espectadores Árbitro(s): George Time | Asistencia: 100 espectadores Árbitro(s): George Time |

| 31 de enero de 2017, 15:00 | Veitongo                                 | 3:1 (1:1) | Utulei Youth | Loto-Tonga Soka Centre, Nukualofa                        |                                                          |
|                            | Uele 13' · Falepapalangi 50' · Moala 90' | Reporte   | Bourne 30'   | Asistencia: 300 espectadores Árbitro(s): David Yarebonen | Asistencia: 300 espectadores Árbitro(s): David Yarebonen |

| 3 de febrero de 2017, 12:00 | Puaikura                           | 3:1 (1:0) | Utulei Youth | Loto-Tonga Soka Centre, Nukualofa                        |                                                          |
|                             | Edwards 45+1' 55' · Bonsu-Maro 90' | Reporte   | Faatonu 82'  | Asistencia: 100 espectadores Árbitro(s): David Yarebonen | Asistencia: 100 espectadores Árbitro(s): David Yarebonen |

| 31 de enero de 2017, 15:00 | Lupe ole Soaga | 1:1 (0:0) | Veitongo  | Loto-Tonga Soka Centre, Nukualofa                       |                                                         |
|                            | Ataga 66'      | Reporte   | Moala 87' | Asistencia: 350 espectadores Árbitro(s): Médéric Lacour | Asistencia: 350 espectadores Árbitro(s): Médéric Lacour |

## Fase de grupos

### Grupo A
| Pos. | Equipo             | Pts. | PJ | G | E | P | GF | GC | Dif. | Clasificación |
| ---- | ------------------ | ---- | -- | - | - | - | -- | -- | ---- | ------------- |
| 1    | Magenta (H)        | 9    | 3  | 3 | 0 | 0 | 11 | 3  | +8   | Semifinales   |
| 2    | Central Sport (E)  | 6    | 3  | 2 | 0 | 1 | 12 | 7  | +5   |               |
| 3    | Madang (E)         | 3    | 3  | 1 | 0 | 2 | 7  | 15 | −8   |               |
| 4    | Lupe ole Soaga (E) | 0    | 3  | 0 | 0 | 3 | 4  | 9  | −5   |               |

 Fuente: OFC
| 25 de febrero de 2017, 17:00 | Madang                      | 3:7 (1:2) | Central Sport                                                                             | Estadio Numa-Daly, Numea                                      |                                                               |
|                              | Malagian 2' 85' · Pohei 78' | Reporte   | Castillo 38' 58' · Cifuentes 45+1' · Sandoval 56' · Tissot 64' · Tangis 81' · Estay 90+5' | Asistencia: 1000 espectadores Árbitro(s): Campbell Kirk-Waugh | Asistencia: 1000 espectadores Árbitro(s): Campbell Kirk-Waugh |

| 25 de febrero de 2017, 20:00 | Lupe ole Soaga | 1:2 (1:2) | Magenta                  | Estadio Numa-Daly, Numea                              |                                                       |
|                              | Khouchaba 26'  | Reporte   | Marin 4' · Hnautra 45+2' | Asistencia: 1750 espectadores Árbitro(s): Roger Adams | Asistencia: 1750 espectadores Árbitro(s): Roger Adams |

| 28 de febrero de 2017, 17:00 | Lupe ole Soaga                     | 3:4 (1:2) | Madang                                    | Estadio Numa-Daly, Numea                              |                                                       |
|                              | Khouchaba 3' 56' (pen.) · Toni 66' | Reporte   | Aisa 5' · Gubag 12' · Tole 82' · Kini 85' | Asistencia: 200 espectadores Árbitro(s): Hamilton Sau | Asistencia: 200 espectadores Árbitro(s): Hamilton Sau |

| 28 de febrero de 2017, 20:00 | Magenta                                             | 4:2 (1:2) | Central Sport        | Estadio Numa-Daly, Numea                              |                                                       |
|                              | Marin 11' 80' (pen.) · Henessewene 55' · Aucher 77' | Reporte   | Paama 28' 41' (pen.) | Asistencia: 1000 espectadores Árbitro(s): Joel Hopken | Asistencia: 1000 espectadores Árbitro(s): Joel Hopken |

| 3 de marzo de 2017, 17:00 | Central Sport                | 3:0 (2:0) | Lupe ole Soaga | Estadio Numa-Daly, Numea                             |                                                      |
|                           | Castillo 28' 34' · Estay 48' | Reporte   |                | Asistencia: 500 espectadores Árbitro(s): Roger Adams | Asistencia: 500 espectadores Árbitro(s): Roger Adams |

| 3 de marzo de 2017, 20:00 | Magenta                                                      | 5:0 (1:0) | Madang | Estadio Numa-Daly, Numea                                      |                                                               |
|                           | Marin 25' (pen.) · Welepane 61' 69' · Nemia 73' · Athale 85' | Reporte   |        | Asistencia: 2000 espectadores Árbitro(s): Campbell Kirk-Waugh | Asistencia: 2000 espectadores Árbitro(s): Campbell Kirk-Waugh |

### Grupo B
| Pos. | Equipo                 | Pts. | PJ | G | E | P | GF | GC | Dif. | Clasificación |
| ---- | ---------------------- | ---- | -- | - | - | - | -- | -- | ---- | ------------- |
| 1    | Team Wellington        | 9    | 3  | 3 | 0 | 0 | 15 | 2  | +13  | Semifinales   |
| 2    | Hienghène Sport (H, E) | 4    | 3  | 1 | 1 | 1 | 5  | 5  | 0    |               |
| 3    | Ba (E)                 | 4    | 3  | 1 | 1 | 1 | 2  | 9  | −7   |               |
| 4    | Puaikura (E)           | 0    | 3  | 0 | 0 | 3 | 2  | 8  | −6   |               |

 Fuente: OFC
| 26 de febrero de 2017, 17:00 | Puaikura  | 1:4 (1:2) | Team Wellington                                           | Stade Yoshida, Koné                                  |                                                      |
|                              | Estay 17' | Reporte   | Samuela 38' (a.g.) · Hailemariam 45+1' 69' · Margetts 62' | Asistencia: 400 espectadores Árbitro(s): George Time | Asistencia: 400 espectadores Árbitro(s): George Time |

| 26 de febrero de 2017, 20:00 | Ba       | 1:1 (0:0) | Hienghène Sport | Stade Yoshida, Koné                                    |                                                        |
|                              | Tiwa 90' | Reporte   | Kaï 70' (pen.)  | Asistencia: 850 espectadores Árbitro(s): Kader Zitouni | Asistencia: 850 espectadores Árbitro(s): Kader Zitouni |

| 1 de marzo de 2017, 17:00 | Puaikura | 0:1 (0:0) | Ba       | Stade Yoshida, Koné                                       |                                                           |
|                           |          | Reporte   | Waqa 81' | Asistencia: 200 espectadores Árbitro(s): David Yareboinen | Asistencia: 200 espectadores Árbitro(s): David Yareboinen |

| 1 de marzo de 2017, 20:00 | Team Wellington                         | 3:1 (1:1) | Hienghène Sport | Stade Yoshida, Koné                                      |                                                          |
|                           | Jackson 12' · Moretti 84' · Bevin 90+3' | Reporte   | Kaï 33'         | Asistencia: 1200 espectadores Árbitro(s): Norbert Hauata | Asistencia: 1200 espectadores Árbitro(s): Norbert Hauata |

| 4 de marzo de 2017, 17:00 | Team Wellington                                                                         | 8:0 (3:0) | Ba | Stade Yoshida, Koné                                     |                                                         |
|                           | Jackson 19' (pen.) 56' 59' · Harris 33' 51' · Barcia 45+8' · Zambrano 82' · Villa 90+2' | Reporte   |    | Asistencia: 200 espectadores Árbitro(s): Norbert Hauata | Asistencia: 200 espectadores Árbitro(s): Norbert Hauata |

| 4 de marzo de 2017, 20:00 | Hienghène Sport       | 3:1 (2:1) | Puaikura  | Stade Yoshida, Koné                                  |                                                      |
|                           | Kaï 7' 40' · Bamy 71' | Reporte   | Estay 29' | Asistencia: 700 espectadores Árbitro(s): Arnold Tari | Asistencia: 700 espectadores Árbitro(s): Arnold Tari |

### Grupo C
| Pos. | Equipo                | Pts. | PJ | G | E | P | GF | GC | Dif. | Clasificación |
| ---- | --------------------- | ---- | -- | - | - | - | -- | -- | ---- | ------------- |
| 1    | Auckland City (H)     | 9    | 3  | 3 | 0 | 0 | 15 | 1  | +14  | Semifinales   |
| 2    | Western United (E)    | 6    | 3  | 2 | 0 | 1 | 8  | 6  | +2   |               |
| 3    | Lae City Dwellers (E) | 3    | 3  | 1 | 0 | 2 | 8  | 9  | −1   |               |
| 4    | Malampa Revivors (E)  | 0    | 3  | 0 | 0 | 3 | 3  | 18 | −15  |               |

 Fuente: OFC
| 11 de marzo de 2017, 13:00 | Malampa Revivors             | 2:5 (1:2) | Lae City Dwellers                                                | Centre Park, Auckland                                 |                                                       |
|                            | Warisan 45' (a.g.) · Bai 62' | Reporte   | Gunemba 8' · Dabinyaba 37' · Debenham 53' · Bika 55' · Kamen 66' | Asistencia: 200 espectadores Árbitro(s): Salesh Chand | Asistencia: 200 espectadores Árbitro(s): Salesh Chand |

| 11 de marzo de 2017, 16:00 | Western United | 1:2 (1:0) | Auckland City               | Centre Park, Auckland                                   |                                                         |
|                            | Naka 38'       | Reporte   | White 75' · Tade 86' (pen.) | Asistencia: 600 espectadores Árbitro(s): Norbert Hauata | Asistencia: 600 espectadores Árbitro(s): Norbert Hauata |

| 14 de marzo de 2017, 13:00 | Western United                 | 2:1 (1:0) | Malampa Revivors | Centre Park, Auckland                                   |                                                         |
|                            | Nawo 25' · Fa'arodo 75' (pen.) | Reporte   | Alick 52' (pen.) | Asistencia: 100 espectadores Árbitro(s): Rakesh Chandra | Asistencia: 100 espectadores Árbitro(s): Rakesh Chandra |

| 14 de marzo de 2017, 16:00 | Auckland City | 2:0 (1:0) | Lae City Dwellers | Centre Park, Auckland                                  |                                                        |
|                            | Lewis 44' 61' | Reporte   |                   | Asistencia: 250 espectadores Árbitro(s): Kader Zitouni | Asistencia: 250 espectadores Árbitro(s): Kader Zitouni |

| 17 de marzo de 2017, 13:00 | Lae City Dwellers                       | 3:5 (1:3) | Western United                                              | Centre Park, Auckland                                   |                                                         |
|                            | Gunemba 44' · Kepe 60' · Debenham 90+2' | Reporte   | Fa'arodo 17' (pen.) 88' · Wale 21' · Waroi 37' · Totori 65' | Asistencia: 100 espectadores Árbitro(s): Norbert Hauata | Asistencia: 100 espectadores Árbitro(s): Norbert Hauata |

| 17 de marzo de 2017, 16:00 | Auckland City                                                                                 | 11:0 (6:0) | Malampa Revivors | Centre Park, Auckland                                  |                                                        |
|                            | de Vries 7' 45' 66' 76' · Lea'alafa 31' 33' · Edge 36' · João Moreira 41' 53' 59' · Drake 51' | Reporte    |                  | Asistencia: 300 espectadores Árbitro(s): Kader Zitouni | Asistencia: 300 espectadores Árbitro(s): Kader Zitouni |

### Grupo D
| Pos. | Equipo                 | Pts. | PJ | G | E | P | GF | GC | Dif. | Clasificación |
| ---- | ---------------------- | ---- | -- | - | - | - | -- | -- | ---- | ------------- |
| 1    | Tefana (H)             | 7    | 3  | 2 | 1 | 0 | 8  | 4  | +4   | Semifinales   |
| 2    | Marist (E)             | 4    | 3  | 1 | 1 | 1 | 7  | 6  | +1   |               |
| 3    | Erakor Golden Star (E) | 3    | 3  | 1 | 0 | 2 | 5  | 7  | −2   |               |
| 4    | Rewa (E)               | 3    | 3  | 1 | 0 | 2 | 4  | 7  | −3   |               |

 Fuente: OFC
| 11 de marzo de 2017, 18:00 | Marist Fire                                                  | 4:2 (1:1) | Rewa                           | Estadio Pater Te Hono Nui, Papeete                   |                                                      |
|                            | Morosini 3' · Guilherme Guedes 67' (pen.) 90+2' · Bakale 67' | Reporte   | Marcelo Tannus 44' · Makoe 89' | Asistencia: 250 espectadores Árbitro(s): Joel Hopken | Asistencia: 250 espectadores Árbitro(s): Joel Hopken |

| 11 de marzo de 2017, 21:00 | Erakor Golden Star   | 2:4 (1:1) | Tefana                                                    | Estadio Pater Te Hono Nui, Papeete                       |                                                          |
|                            | T. Kaltack 19' 90+5' | Reporte   | Tinorua 28' (pen.) · Graglia 57' · Tiaiho 77' · Atani 90' | Asistencia: 1500 espectadores Árbitro(s): Matthew Conger | Asistencia: 1500 espectadores Árbitro(s): Matthew Conger |

| 15 de marzo de 2017, 18:00 | Erakor Golden Star | 2:1 (1:1) | Marist Fire          | Estadio Pater Te Hono Nui, Papeete                    |                                                       |
|                            | T. Kaltack 38' 85' | Reporte   | Guilherme Guedes 31' | Asistencia: 500 espectadores Árbitro(s): Peter Linney | Asistencia: 500 espectadores Árbitro(s): Peter Linney |

| 15 de marzo de 2017, 21:00 | Tefana                        | 2:0 (1:0) | Rewa | Estadio Pater Te Hono Nui, Papeete                            |                                                               |
|                            | Atani 45' · Tiaiho 76' (pen.) | Reporte   |      | Asistencia: 1000 espectadores Árbitro(s): Campbell-Kirk Waugh | Asistencia: 1000 espectadores Árbitro(s): Campbell-Kirk Waugh |

| 18 de marzo de 2017, 18:00 | Rewa                     | 2:1 (2:0) | Erakor Golden Star | Estadio Pater Te Hono Nui, Papeete                           |                                                              |
|                            | Tannus 24' · Verevou 31' | Reporte   | T. Kaltack 58'     | Asistencia: 250 espectadores Árbitro(s): Campbell-Kirk Waugh | Asistencia: 250 espectadores Árbitro(s): Campbell-Kirk Waugh |

| 18 de marzo de 2017, 21:00 | Tefana                         | 2:2 (2:1) | Marist Fire                     | Estadio Pater Te Hono Nui, Papeete                       |                                                          |
|                            | J. Tehau 23' · Boso 39' (a.g.) | Reporte   | Guilherme Guedes 44' 90' (pen.) | Asistencia: 1500 espectadores Árbitro(s): Matthew Conger | Asistencia: 1500 espectadores Árbitro(s): Matthew Conger |

## Fase final
|  | Semifinales     | Semifinales | Semifinales     |   |               | Final | Final | Final |  |
|  |                 |             |                 |   |               |       |       |       |  |
|  |                 |             |                 |   |               |       |       |       |  |
|  | Tefana          | 0           | 0               |   |               |       |       |       |  |
|  | Tefana          | 0           | 0               |   |               |       |       |       |  |
|  | Auckland City   | 2           | 2               |   |               |       |       |       |  |
|  | Auckland City   | 2           | 2               |   | Auckland City | 3     | 2     |       |  |
|  |                 |             |                 |   | Auckland City | 3     | 2     |       |  |
|  |                 |             | Team Wellington | 0 | 0             |       |       |       |  |
|  | Magenta         | 2           | Team Wellington | 0 | 0             | 1     |       |       |  |
|  | Magenta         | 2           |                 |   |               | 1     |       |       |  |
|  | Team Wellington | 2           | 7               |   |               |       |       |       |  |
|  | Team Wellington | 2           | 7               |   |               |       |       |       |  |
|  |                 |             |                 |   |               |       |       |       |  |

### Semifinales
| Equipo 1 | Agr. | Equipo 2        | Ida | Vuelta |
| -------- | ---- | --------------- | --- | ------ |
| Tefana   | 0–4  | Auckland City   | 0–2 | 0–2    |
| Magenta  | 3–9  | Team Wellington | 2–2 | 1–7    |

| 8 de abril de 2017, 18:00 | Tefana | 0:2 (0:0) | Auckland City            | Estadio Louis Ganivet, Faa'a |                         |
|                           |        | Reporte   | Howieson 48' · Lewis 75' | Árbitro(s): George Time      | Árbitro(s): George Time |

| 16 de abril de 2017, 14:00 | Auckland City               | 2:0 (1:0) | Tefana | Kiwitea Street, Auckland                             |                                                      |
|                            | Tade 33' · João Moreira 74' | Reporte   |        | Asistencia: 800 espectadores Árbitro(s): Joel Hopken | Asistencia: 800 espectadores Árbitro(s): Joel Hopken |

| 8 de abril de 2017, 20:05 | Magenta                       | 2:2 (1:0) | Team Wellington                | Estadio Numa-Daly, Numea                                |                                                         |
|                           | Nemia 6' · Marin 90+2' (pen.) | Reporte   | Jackson 60' (pen.) · Bevin 81' | Asistencia: 3000 espectadores Árbitro(s): Kader Zitouni | Asistencia: 3000 espectadores Árbitro(s): Kader Zitouni |

| 16 de abril de 2017, 14:00 | Team Wellington                                                                          | 7:1 (2:1) | Magenta    | David Farrington Park, Wellington |                            |
|                            | Stevens 7' 73' · Robertson 44' · Jackson 49' · Bevin 64' · Zambrano 70' · Margetts 90+3' | Reporte   | Cexome 34' | Árbitro(s): Norbert Hauata        | Árbitro(s): Norbert Hauata |

### Final
| 30 de abril de 2017, 14:00 | Auckland City                              | 3:0 (2:0) | Team Wellington | Kiwitea Street, Auckland |                          |
|                            | João Moreira 19' (pen.) 28' · de Vries 89' | Reporte   |                 | Árbitro(s): Nick Waldron | Árbitro(s): Nick Waldron |

| 7 de mayo de 2017, 13:00 | Team Wellington | 0:2 (0:0) | Auckland City           | David Farrington Park, Wellington |                            |
|                          |                 | Reporte   | de Vries 63' · Tade 76' | Árbitro(s): Norbert Hauata        | Árbitro(s): Norbert Hauata |

| Bandera de Nueva Zelanda         |
| Campeón Auckland City 9.º título |

## Estadísticas

### Goleadores
| Jugador          | Equipo             | Goles |
| ---------------- | ------------------ | ----- |
| João Moreira     | Auckland City      | 6     |
| Tom Jackson      | Team Wellington    | 6     |
| Ryan de Vries    | Auckland City      | 6     |
| Guilherme Guedes | Marist Fire        | 5     |
| Tony Kaltack     | Erakor Golden Star | 5     |
| Nicolas Marin    | Magenta            | 5     |
| César Castillo   | Central Sport      | 4     |
| Bertrand Kaï     | Hienghène Sport    | 4     |

### Tabla acumulada
| Equipo | Equipo             | Pts | PJ | PG | PE | PP | GF | GC | Dif | Rend  |
| ------ | ------------------ | --- | -- | -- | -- | -- | -- | -- | --- | ----- |
| 1      | Auckland City      | 21  | 7  | 7  | 0  | 0  | 24 | 1  | 23  | 100%  |
| 2      | Team Wellington    | 13  | 7  | 4  | 1  | 2  | 24 | 10 | 14  | 61,9% |
| 3      | Magenta            | 10  | 5  | 3  | 1  | 1  | 14 | 12 | 2   | 66,6% |
| 4      | Tefana             | 7   | 5  | 2  | 1  | 2  | 8  | 8  | 0   | 46,6% |
| 5      | Central Sport      | 6   | 3  | 2  | 0  | 1  | 12 | 7  | 5   | 66,6% |
| 6      | Western United     | 6   | 3  | 2  | 0  | 1  | 8  | 6  | 2   | 66,6% |
| 7      | Marist Fire        | 4   | 3  | 1  | 1  | 1  | 7  | 6  | 1   | 44,4% |
| 8      | Hienghène Sport    | 4   | 3  | 1  | 1  | 1  | 5  | 5  | 0   | 44,4% |
| 9      | Ba                 | 4   | 3  | 1  | 1  | 1  | 2  | 9  | -7  | 44,4% |
| 10     | Lae City Dwellers  | 3   | 3  | 1  | 0  | 2  | 8  | 9  | -1  | 33,3% |
| 11     | Erakor Golden Star | 3   | 3  | 1  | 0  | 2  | 5  | 7  | -2  | 33,3% |
| 12     | Rewa               | 3   | 3  | 1  | 0  | 2  | 4  | 7  | -3  | 33,3% |
| 13     | Madang             | 3   | 3  | 1  | 0  | 2  | 7  | 15 | -8  | 33,3% |
| 14     | Lupe ole Soaga     | 0   | 3  | 0  | 0  | 3  | 4  | 9  | -5  | 0%    |
| 15     | Puaikura           | 0   | 3  | 0  | 0  | 3  | 2  | 8  | -6  | 0%    |
| 16     | Malampa Revivors   | 0   | 3  | 0  | 0  | 3  | 3  | 18 | -15 | 0%    |